# دانشکده پزشکی بقیةالله
دانشکده پزشکی دانشگاه علوم پزشکی بقیةالله یکی از دانشکده‌های پزشکی ایران وابسته به دانشگاه علوم پزشکی بقیةالله در تهران است. این دانشکده در سال ۱۳۷۱ بنیانگذاری شد و دارای ۲ بیمارستان آموزشی است.

## تاریخچه
دانشکده پزشکی بقیةالله در سال ۱۳۷۱ بنیانگذاری شد. هم‌اکنون ریاست این دانشکده را دکتر حلی ساز برعهده دارد.